# Оливер, Эрик
Эрик Оливер (англ. Eric Staines Oliver; 13 апреля 1911, Стратфорд-на-Эйвоне — 1 марта 1980) — британский мотогонщик, четырёхкратный чемпион мира по шоссейно-кольцевым гонкам в классе мотоциклов с колясками, чемпион Великобритании 1955 года.

## Спортивная карьера
Эрик Оливер начал спортивную карьеру в возрасте 18 лет с любительских гонок в своей родном графстве, а в 1937 году впервые стартовал в серьёзных соревнованиях — в знаменитой гонке Isle of Man TT на острове Мэн. Он выступал на 500-кубовом Vincent HRD 500, но сошёл. Он стартовал в гонке и в два последующих года, в классах 350 см3 и 500 см3, но серьёзного успеха не добился, а затем его карьера была прервана войной. Во время войны Оливер служил в Королевских военно-воздушных силах Великобритании в качестве бортмеханика на Avro Lancaster, на его счету было более 40 боевых вылетов.
После войны Оливер вернулся в гонки практически сразу же, в 1946 году, но лишь эпизодически выступал на обычных мотоциклах, сосредоточившись на гонках на мотоциклах с колясками. Он несколько раз успешно выступил в 1948 году, в частности, на Гран-При Бельгии в классе мотоциклов с колясками.
В первый год проведения Чемпионата мира по шоссейно-кольцевым мотогонкам Эрик Оливер стартовал в нескольких классах, в том числе в сольных классах 350 см3 и 500 см3. Тем не менее, настоящего успеха он достиг в классе мотоциклов с колясками, присоединившись к заводской команде Norton и выиграв две из трёх гонок чемпионата и став чемпионом мира вместе со своим пассажиром Денисом Дженкинсоном. Дженкинсон был не профессиональным гонщиком, а спортивным журналистом, и чемпионский титул стал для него высшей точкой карьеры и в то же время неожиданностью.
В 1950 и 1951 годах Оливер повторил свой успех, на этот раз с профессиональным гонщиком Лоренцо Добелли в качестве пассажира. Сезон 1952 года команда провалила — ещё до его начала, на внезачётной гонке в Бордо и Оливер, и Добелли синхронно сломали ноги и были вынужден пропустить часть гонок (тем не менее, две гонки Оливер выиграл — одну в паре со Стэнли Прайсом, вторую с Добелли). Титул достался другому британскому пилоту Norton — Сайрилу Смиту.

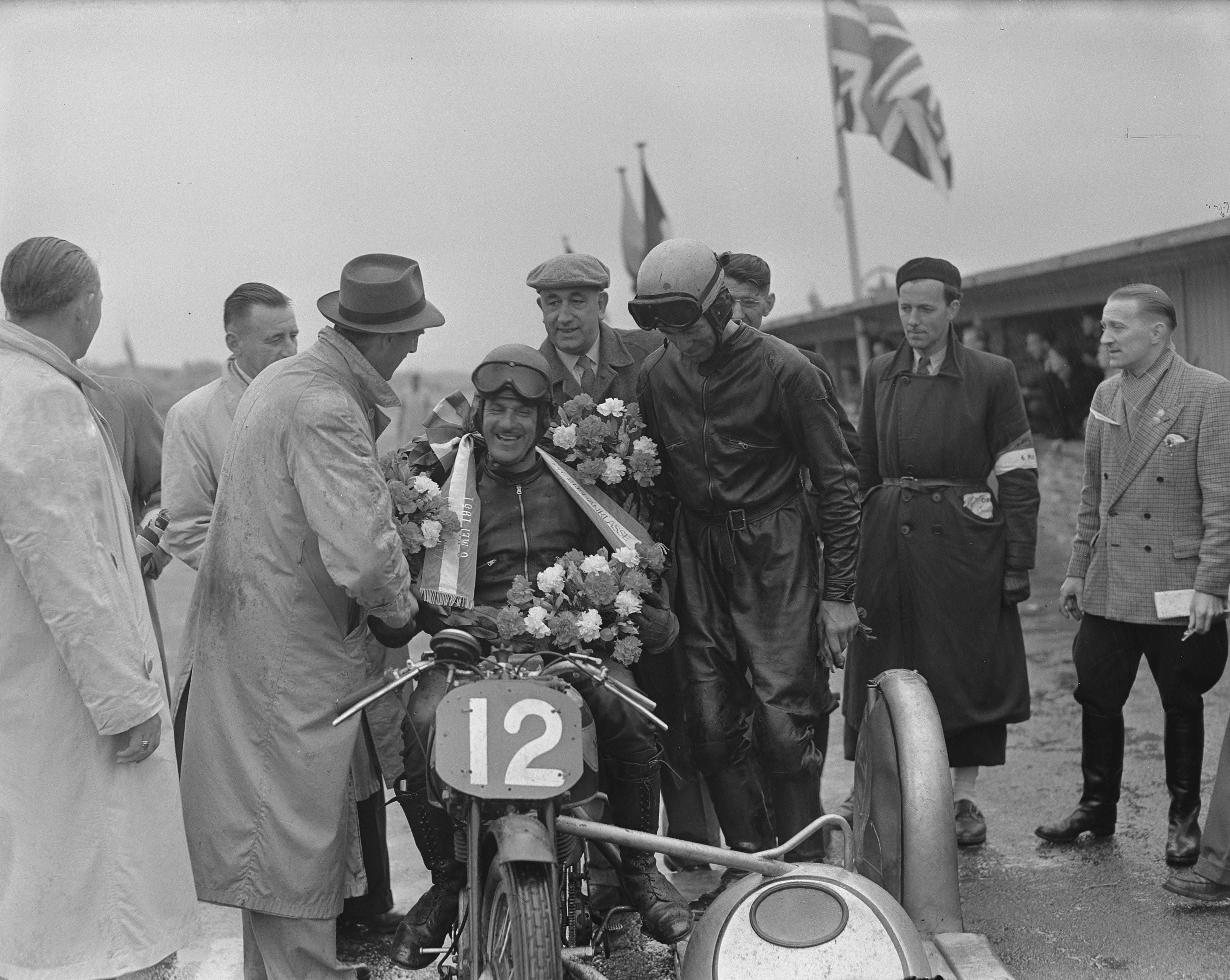
Эрик Оливер и Лоренцо Добелли после победы на Гран-При Нидерландов 1951 года

В 1953 году Оливер с новым пассажиром Стэнли Диббеном триумфально выиграл четвёртый титул, одержав 4 победы в 5 гонках. В том же году особенно заметно проявился инженерный талант Оливера. Он модифицировал свой Norton таким образом, чтобы полулежать на нём лицом вперёд, а не сидеть в классической позе — именно эта посадка позже эволюционирует в современную позицию пилотов в этом виде мотоспорте (они стоят на коленях с наклоном вперёд). Такой шаг позволил заметно уменьшить сопротивление воздуха и компенсировать недостаток у Norton мощности относительно конкурирующих Gilera и BMW.
1954 год тоже мог бы стать триумфальным, но после трёх побед подряд Оливер попал в аварию и сломал руку. Из-за травмы он слабо провёл вторую половину сезона и стал вторым в чемпионате, проиграв немцу Вильгельму Ноллю. Былую форму вернуть было невозможно и после эпизодических стартов в 1955 году Эрик Оливер завершил карьеру.
Эпизодически Оливер появлялся в гонках и после завершения карьеры. В 1958 году он стартовал в гонке Isle of Man TT с женщиной-пассажиром, Пэт Уайз, что для того времени было достаточно необычно. Более того, он выступал на мотоцикле обычной конфигурации с классической коляской и занял 10-е место, что было для неспециализированного болида просто невероятно. В 1960 году Оливер и Диббен попали на свободных заездах перед Isle of Man TT в страшную аварию: Оливер получил тяжелейший двойной перелом позвоночника, а Диббен чуть не был обезглавлен проволочным забором, ограждающим трассу — движение мотоцикла остановилось, когда сетка была у самого горла пассажира. Оба пилота решили окончательно уйти из гонок.

## После окончания карьеры
Параллельно с гоночной карьерой Оливер серьёзно занимался инженерной работой, и после ухода из гонок сосредоточился на управлении собственным магазином мотоциклов Norton в Стейнсе-апон-Темз (графство Суррей), а также занимался реставрацией мотоциклов.
Эрик Оливер скоропостижно скончался от инсульта 1 марта 1980 года непосредственно во время работы над одной из реставрируемых машин.

## Результаты выступлений в Чемпионате мира по шоссейно-кольцевым гонкам на мотоциклах с колясками
| Легенда к таблице |                                                 |
| --- | ----------------------------------------------- |
| В таблице перечислены результаты всех этапов чемпионата мира, в которых принимал участие гонщик либо пассажир. Строками таблицы являются сезоны, столбцами все гонки этапов чемпионата мира, напарник и мотоцикл. В клетках указаны сокращённое название этапа и результат, клетка дополнительно обозначена цветом. Расшифровка обозначений и цветов представлена в нижеследующей таблице. |                                                 |
| \| Пример \| Описание \| \| ------------ \| ----------------------------------------------- \| \| 1 \| Победитель \| \| 2 \| Второе место \| \| 3 \| Третье место \| \| \| Финишировал в очковой зоне \| \| \| Финишировал вне очковой зоны \| \| НКЛ \| Не классифицирован \| \| Сход \| Не финишировал \| \| НКВ \| Не прошёл квалификацию \| \| НПКВ \| Не прошёл предварительную квалификацию \| \| ДСК \| Дисквалифицирован \| \| ИСК \| Исключён из протокола соревнований \| \| НС \| Не стартовал в гонке \| \| Т \| Травмирован или болен \| \| ОТК \| Отказ от участия \| \| НТР \| Прибыл на соревнования, но на трассу не выезжал \| \| НПР \| Не прибыл к началу соревнований \| \| НД \| Недопущен до старта \| \| О \| Гонка отменена \| \| \| Не участвовал \| \| Поул-позиция \| \| \| Быстрый круг \| \| |                                                 |
| Пример | Описание                                        |
| 1 | Победитель                                      |
| 2 | Второе место                                    |
| 3 | Третье место                                    |
| | Финишировал в очковой зоне                      |
| | Финишировал вне очковой зоны                    |
| НКЛ | Не классифицирован                              |
| Сход | Не финишировал                                  |
| НКВ | Не прошёл квалификацию                          |
| НПКВ | Не прошёл предварительную квалификацию          |
| ДСК | Дисквалифицирован                               |
| ИСК | Исключён из протокола соревнований              |
| НС | Не стартовал в гонке                            |
| Т | Травмирован или болен                           |
| ОТК | Отказ от участия                                |
| НТР | Прибыл на соревнования, но на трассу не выезжал |
| НПР | Не прибыл к началу соревнований                 |
| НД | Недопущен до старта                             |
| О | Гонка отменена                                  |
| | Не участвовал                                   |
| Поул-позиция |                                                 |
| Быстрый круг |                                                 |

| Год  | Пассажир         | Мотоцикл | 1      | 2        | 3        | 4        | 5     | 6   | Место | Очки    |
| ---- | ---------------- | -------- | ------ | -------- | -------- | -------- | ----- | --- | ----- | ------- |
| 1949 | Денис Дженкинсон | Norton   | SUI 1  | BEL 1    | NAT 5    |          |       |     | 1     | 28      |
| 1950 | Лоренцо Добелли  | Norton   | BEL 1  | SUI 1    | NAT 1    |          |       |     | 1     | 24      |
| 1951 | Лоренцо Добелли  | Norton   | ESP 1  | SUI 5    | BEL 1    | FRA 1    | NAT 2 |     | 1     | 30 (32) |
| 1952 | Стэнли Прайс     | Norton   | SUI    | BEL 1    |          |          |       |     | 5     | 16      |
| 1952 | Лоренцо Добелли  | Norton   |        |          | GER Сход | NAT Сход | ESP 1 |     | 5     | 16      |
| 1953 | Стэнли Диббен    | Norton   | BEL 1  | FRA 1    | ULS Сход | SUI 1    | NAT 1 |     | 1     | 32      |
| 1954 | Лес Натт         | Norton   | MAN 1  | ULS 1    | BEL 1    | GER      | SUI 5 | NAT | 2     | 26      |
| 1955 | Эрик Блисс       | Norton   | ESP 3  |          |          |          |       |     | 10    | 4       |
| 1955 | Лес Натт         | Norton   |        | MAN Сход | GER      | BEL 13   | NED   | NAT | 10    | 4       |
| 1958 | Пэт Уайз         | Norton   | MAN 10 | NED      | BEL      | GER      |       |     | -     | 0       |

## Результаты выступлений в Чемпионате мира по шоссейно-кольцевым мотогонкам (сольные классы)
| Легенда к таблице |                                                 |
| --- | ----------------------------------------------- |
| В таблице перечислены результаты всех Гран-при чемпионата мира, во всех классах, в которых принимал участие гонщик. Строками таблицы являются сезоны, столбцами все гонки Гран-при чемпионата мира, производитель мотоциклов и команда. В клетках указаны сокращённое название Гран-при и результат, клетка дополнительно обозначена цветом. Расшифровка обозначений и цветов представлена в нижеследующей таблице. |                                                 |
| \| Пример \| Описание \| \| ------------ \| ----------------------------------------------- \| \| 1 \| Победитель \| \| 2 \| Второе место \| \| 3 \| Третье место \| \| \| Финишировал в очковой зоне \| \| \| Финишировал вне очковой зоны \| \| НКЛ \| Не классифицирован \| \| Сход \| Не финишировал \| \| НКВ \| Не прошёл квалификацию \| \| НПКВ \| Не прошёл предварительную квалификацию \| \| ДСК \| Дисквалифицирован \| \| ИСК \| Исключён из протокола соревнований \| \| НС \| Не стартовал в гонке \| \| Т \| Травмирован или болен \| \| ОТК \| Отказ от участия \| \| НТР \| Прибыл на соревнования, но на трассу не выезжал \| \| НПР \| Не прибыл к началу соревнований \| \| НД \| Недопущен до старта \| \| О \| Гонка отменена \| \| \| Не участвовал \| \| Поул-позиция \| \| \| Быстрый круг \| \| |                                                 |
| Пример | Описание                                        |
| 1 | Победитель                                      |
| 2 | Второе место                                    |
| 3 | Третье место                                    |
| | Финишировал в очковой зоне                      |
| | Финишировал вне очковой зоны                    |
| НКЛ | Не классифицирован                              |
| Сход | Не финишировал                                  |
| НКВ | Не прошёл квалификацию                          |
| НПКВ | Не прошёл предварительную квалификацию          |
| ДСК | Дисквалифицирован                               |
| ИСК | Исключён из протокола соревнований              |
| НС | Не стартовал в гонке                            |
| Т | Травмирован или болен                           |
| ОТК | Отказ от участия                                |
| НТР | Прибыл на соревнования, но на трассу не выезжал |
| НПР | Не прибыл к началу соревнований                 |
| НД | Недопущен до старта                             |
| О | Гонка отменена                                  |
| | Не участвовал                                   |
| Поул-позиция |                                                 |
| Быстрый круг |                                                 |

| Год  | Класс | Мотоцикл  | 1        | 2   | 3   | 4        | 5   | 6        | 7   | 8        | Место | Очки |
| ---- | ----- | --------- | -------- | --- | --- | -------- | --- | -------- | --- | -------- | ----- | ---- |
| 1949 | 350сс | Velocette | MAN Сход | SUI | NED | BEL      | ULS | NAT Сход |     |          | -     | 0    |
| 1949 | 500сс | Norton    | MAN 21   | SUI | NED | BEL 7    | ULS |          |     |          | -     | 0    |
| 1950 | 350сс | Velocette | MAN      | BEL | NED | SUI      | ULS | NAT 14   |     |          | -     | 0    |
| 1951 | 500сс | Norton    | ESP Сход | SUI | MAN | BEL      | NED | FRA Сход | ULS | NAT Сход | -     | 0    |
| 1962 | 500сс | AJS       | MAN      | NED | BEL | ULS Сход | DDR | NAT      | FIN | ARG      | -     | 0    |

## Результаты выступлений на гонке Isle of Man TT[6]
| Год  | Класс      | Мотоцикл    | Пассажир | Позиция в классе |
| ---- | ---------- | ----------- | -------- | ---------------- |
| 1937 | Senior TT  | Vincent-HRD | -        | Сход             |
| 1938 | Senior TT  | Norton      | -        | Сход             |
| 1938 | Junior TT  | Norton      | -        | Сход             |
| 1939 | Senior TT  | Velocette   | -        | 17               |
| 1939 | Junior TT  | Velocette   | -        | 17               |
| 1947 | Senior TT  | Norton      | -        | Сход             |
| 1947 | Junior TT  | Norton      | -        | 9                |
| 1948 | Senior TT  | Velocette   | -        | 10               |
| 1948 | Junior TT  | Velocette   | -        | 8                |
| 1949 | Senior TT  | Norton      | -        | Сход             |
| 1949 | Junior TT  | Velocette   | -        | 21               |
| 1954 | Sidecar TT | Norton      | Лес Натт | 1                |
| 1955 | Sidecar TT | Norton      | Лес Натт | Сход             |
| 1958 | Sidecar TT | Norton      | Пэт Уайз | 10               |